# 镜泊湖水怪
镜泊湖水怪是指中国镜泊湖中出现的神秘生物，有理论认为，镜泊湖水怪是鱼群或波浪的误判，亦有可能是巨大的达氏鳇。

## 目击
1979年，目击者葛永江在湖对岸看见一只身长2~3米的生物在湖中游动。
2000年傍晚，目击者刘荣江看见一只身长7~8米的生物浮出水面。
2006年7月5日，6名目击者在距岸边约40米处看见一只约20米长生物在湖中游动，其中一名目击者将此画面用DV机录下。